# Telipna kelle
Telipna kelle är en fjärilsart som beskrevs av Jackson 1969. Telipna kelle ingår i släktet Telipna och familjen juvelvingar. Inga underarter finns listade i Catalogue of Life.